# Comme chiens et chats : Patte dans la patte
Série
Comme chiens et chats : La Revanche de Kitty Galore
(2010)
Pour plus de détails, voir Fiche technique et Distribution.
Comme chiens et chats : Patte dans la patte (Cats and Dogs 3: Paws Unite!), est une comédie d'action américaine réalisée par Sean McNamara sortie directement vidéo à la demande et DVD le 15 septembre 2020.
Dans le film précédent, Digs, ancien chien policier, et Catherine, agent du M.I.A.O.U, ont défait Kitty Galore. Après ces événements racontés dans le film précédent, le M.I.A.O.U et le Service de Surveillance Canin ont fusionné, marquant le début de la Grande Trêve.le Pacte Réciproque pour une Occupation Unifiée des Territoires (P.R.O.U.T) est mis en place. Il s'agit d'une organisation mondiale de surveillance et de protection regroupant une diversité d'animaux et dont les actions sont dirigées par les chiens et les chats.
Il s'agit du dernier opus de la trilogie Comme chiens et chats et sert donc de suite à Comme chiens et chats : La Revanche de Kitty Galore, sorti en 2011.

## Synopsis
Les héros de ce film sont deux agents du P.R.O.U.T ; Roger, un Border Collie ainsi que Gwen, une chatte de salon. Ils habitent dans le même immeuble, dans la banlieue de Seattle.
Roger et Gwen sont des agents uniquement affectés à la surveillance de l'immeuble, bien que Gwen insiste énormément sur le passé de Roger qui semble avoir une certaine connaissance du terrain.
Le film suit également le quotidien de Max et Zoé, respectivement les maîtres de Roger et de Gwen. Max est un jeune tennisman enchaînant les entraînements et les compétitions amateur, à tel point qu'il ne prend plus de temps avec son chien. Zoé, quant à elle, prend des cours de musique pour aider son père, un auteur-compositeur-interprète au chômage.
Les agents du P.R.O.U.T de l'immeuble se réunissent dans leur QG. Lors de cette réunion, ils apprennent qu'une nouvelle menace a fait son apparition via des comportements de plus en plus agressifs entre les chiens et les chats du monde entier. 
C'est alors que les agents sont victimes d'une attaque informatique perpétrée par un individu anonyme. 
Le mystérieux hackeur fait son apparition sur les écrans sous la forme d'une Ligne d'Onde Sonore. Il explique alors, de façon menaçante que les agents n'ont aucune chance contre lui et que leur combat est voué à l'échec.
Afin de démasquer le mystérieux hacker, Roger et Gwen mettent en place une équipe de fortune formée d'eux-mêmes, du vieux Ed ainsi que de Duke, un Rottweiler.
Roger, Gwen et leurs collègues finissent par découvrir l'identité du hackeur qui a mis hors-service les installations informatiques du P.R.O.U.T. Il s'agit de Pablo, un cacatoès vivant dans une animalerie. 
Aidé par son complice Zeek, un lézard apparenté aux Varanidés, Pablo a fondé le Cercle des Animaux de Compagnie Atypique ou C.A.C.A, un regroupement d'animaux de compagnie mis au ban de la société, à cause de leur dangerosité ou de leur aspect étrange. Parmi les membres de cette association de hackeurs, des grenouilles, des cobras, des poissons ainsi qu'une mygale géante. 
Commence donc un affrontement sans merci entre les agents canins et félins, et leurs antagonistes NAC.

## Fiche technique
- Titre : Comme chiens et chats : Patte dans la patte
- Titre original : Cats and Dogs 3: Paws Unite!
- Réalisation : Sean McNamara
- Scénario : Scott Bindley
- Musique : John Coda (en)
- Photographie : Adam Sliwinski
- Montage : Simon Davidson
- Production : David Fliegel et Andrew Lazar
- Société de production : Warner Bros.
- Pays :  États-Unis
- Format : Couleur - rapport de forme : 1.78 : 1
- Genre : Comédie
- Durée : 84 minutes
- Dates de sortie : 
  - États-Unis : 15 septembre 2020
  - France : 18 septembre 2020

## Distribution
- Melissa Rauch (VF : Laëtitia Godès) : Gwen la chatte (voix)
- Max Greenfield (VF : Thibaut Lacour) : Roger le chien (voix)
- George Lopez : Pablo le cacatuidae (voix)
- Callum Seagram Airlie : Max
- Sarah Giles : Zoe
- Kirsten Robek : la mère de Max
- John Murphy : Ollie
- Paul Dobson : Zeke le tégu noir et blanc (voix)
- Garry Chalk : le vieux Ed (voix)
- Michael Daingerfield : Duke (voix)
- Andy Thompson (VF : Charles Borg) : le directeur du marché de Paw Street
- James Rha : le vétérinaire
- Noel Johansen : Schnauzer (voix)
- Pauline Newstone : Sis (voix)
- Sunni Westbrook : Snarky la tarentule (voix)
- Ian Hanlin : Buck le berger allemand (voix)
- Ingrid Nilson : Shelly la grenouille (voix)

 Source et légende : version française (VF) sur RS Doublage

## Accueil
Le film a eu droit a une sortie direct VàD et DVD dans les pays anglophones.
Le site Rotten Tomatoes recense 17 % d'avis favorable.[réf. nécessaire]
Les jeux de mots liés aux noms des organisations tel que "P.R.O.U.T" et "C.A.C.A" ont été l'une des principales reproches faites au film.